# Шефилд (Ајова)
Шефилд (енгл. Sheffield) град је у америчкој савезној држави Ајова. По попису становништва из 2010. у њему је живело 1.172 становника.

## Демографија
Према попису становништва из 2010. у граду је живело 1.172 становника, што је 242 (26,0%) становника више него 2000. године.
| Група             | 2000.       | 2010.         |
| Белци             | 921 (99,0%) | 1.143 (97,5%) |
| Афроамериканци    | 0 (0,0%)    | 2 (0,2%)      |
| Азијати           | 3 (0,3%)    | 6 (0,5%)      |
| Хиспаноамериканци | 6 (0,6%)    | 11 (0,9%)     |
| Укупно            | 930         | 1.172         |